# Вулиця Архітектора Вишневського
Ву́лиця Архіте́ктора Вишне́вського — вулиця в Солом'янському районі міста Києва, місцевість Батиєва гора. Пролягає від вулиці Кучмин Яр та Локомотивної вулиці до тупика. 
Прилучається провулок Мар'яна Гаденка.

## Історія
Вулиця виникла близько 1898 року, мала назву 1-ша Лінія, як і всі інші вулиці Батиєвої гори. 1958 року отримала назву вулиця Федосєєва, на честь російського революціонера-марксиста Миколи Федосєєва (1871–1898). 
Сучасна назва на честь київського архітектора Івана-Фрідріха Вишневського — з 2022 року.